# Dworzec autobusowy w Bydgoszczy
Dworzec autobusowy w Bydgoszczy – dworzec autobusowy, znajdujący się w Bydgoszczy przy ul. Jagiellońskiej, oddany do użytku w 1975 r.

## Historia
Przed drugą wojną światową odprawa autobusów odbywała się na placu Kościeleckich – dworzec w tym miejscu powstał w 1936 r. Nowy dworzec otwarto 29 marca 1975 na ulicy Jagiellońskiej, która wcześniej przeszła gruntowny remont. W 2009 odnowiono elewację budynku dworcowego.